# كلايتون ألين
كلايتون ألين (بالإنجليزية: Clayton Allen)‏ هو شخصية أعمال أمريكي، ولد في 1893، وتوفي في 8 فبراير 1967.